# 昭和館
昭和館（しょうわかん）は、東京都千代田区九段南にある日本の国立博物館（厚生労働省社会・援護局所管）である。日本遺族会が運営を受託している。国民が経験した戦中、戦後の国民生活上の労苦を後世代の人々に伝えていくことを目的として、1999年（平成11年）3月27日に設立された。実物資料の常設展示のほか、特別企画展や図書・映像・音響資料の閲覧事業を実施している。2017年6月、常設展示室のリニューアルを行った。
特徴的な外周の壁面にはチタン製のパネルが採用されており、建設から20年以上を経た現在でも美観を保っている。

## 設立の経緯
1979年（昭和54年）に、財団法人日本遺族会から、戦没者遺児への慰藉のため、「戦没者遺児記念館（仮称）」を建設して欲しいという要望が、当時の橋本厚生大臣に提出された。これを契機として、戦後の繁栄の礎となった戦没者の遺族をはじめとする国民が経験した戦中・戦後の国民生活上の労苦を後世代に伝えることを目的に、戦没者遺族に対する援護施策の一環として、各界有識者の参加のもとに、「戦没者遺児記念館（仮）」建設の検討が進められた。1993年（平成5年）に「戦没者追悼平和祈念館（仮称）」として厚生省（当時）予算に建設費が計上された。その後、有識者等からの意見の聴取しつつ1998年（平成10年）末に竣工した。

## 設計
東大寺の正倉院をモチーフとしている。貴重な資料を痛めず長期間保存するため、自然光が入らないよう窓を少なくしており、外装には耐久性の高いチタンを使用している。

## 施設
- 1階 - 総合案内、資料公開コーナー、懐かしのニュースシアター
- 2階 - ひろば
- 3階 - 企画展展示室
- 4階 - 図書室
- 5階 - 映像・音響室
- 6・7階 - 常設展展示室

## アクセス
- 地下鉄東西線・新宿線・半蔵門線　九段下駅　4番出口を出てすぐ
- JR飯田橋駅から徒歩約10分